# Turkmenská sovětská socialistická republika
Turkmenská sovětská socialistická republika (turkmensky Түркменистан Совет Социалистик Республикасы, Türkmenistan Sovet Socialistik Respublikasy, rusky Туркменская Советская Социалистическая Республика, Turkmenskaja Sovetskaja Socialističeskaja Respublika) byla svazovou republikou SSSR ve střední Asii o rozloze 488 100 km². V roce 1986 měla 3,27 milionu obyvatel, z toho 68,4 % Turkmeni, dále Rusové, Uzbekové a Kazaši. Hlavní město byl Ašchabad.
Turkmenská SSR hraničila na severu s Kazašskou SSR a Uzbeckou SSR, na jihu s Íránem a na jihovýchodě s Afghánistánem. Západ omývaly vody Kaspického moře.
Turkmenská SSR vznikla 27. října 1924 v Zakaspické oblasti Turkestánu, západních oblastí Buchary a jižních oblastí Chomézu. Samostatnost získal Turkmenistán až po rozpadu SSSR v roce 1991.

## Ekonomika
Turkmenská SSR se během socialistické výstavby stala průmyslovou republikou s rozvinutým kolektivním zemědělstvím. Hlavními odvětvími národního hospodářství byly průmysl těžební (ropa, zemní plyn, kuchyňská a Glauberova sůl, síra), petrochemický, chemický a výroba průmyslových hnojiv. Následoval průmysl energetický, stavebních hmot, textilní, papírnický, oděvní, kožedělný, potravinářský a výroba koberců. V zemědělství nutné zavodňování, obdělávalo se 1,6 % území. Hlavní plodiny: bavlník, obilniny, rýže, ovoce, zelenina, vinná réva. Hlavním odvětvím živočišné výroby byl chov karakulských ovcí. V roce 1985 se chovalo 4,6 milionu ks ovcí a koz, 700 tisíc ks skotu a 200 tisíc ks prasat, dále drůbež, koně, velbloudi a včely. Choval se bourec morušový.

## Administrativní členění
Turkmenská SSR se dělila na 5 oblastí a 44 rajónů.
| Název oblasti | Rozloha v km² | Počet obyvatel (1985) | Administrativní středisko |
| ------------- | ------------- | --------------------- | ------------------------- |
| Ašchabadská   | 95 400        | 826 000               | Ašchabad                  |
| Čardžouská    | 93 800        | 665 000               | Čardžou                   |
| Krasnovodská  | 138 500       | 341 000               | Krasnovodsk               |
| Maryjská      | 86 800        | 729 000               | Mary                      |
| Tašauzská     | 73 600        | 628 000               | Tašauz                    |

## Stručný historický přehled
- 6. –4. st. př. n. l. součást achaimenovské říše
- 329–327 př. n. l. dobyto Alexandrem Velikým
- 3. st. př. n. l. – 224 n. l. součást Parthie
- 224 jih ovládli Sasánovci
- 6. st. expanze kočovných turkenských kmenů
- pol. 7. st. vpády Arabů, islamizace
- 1040 podmaněno Seldžuky
- 12. – 13. st. nadvláda Chorezmu
- 13. st. mongolsko-tatarský vpád
- 13. – 15. st. součást Zlaté hordy a říše Tímúrovců
- 16. – 17. st. území ovládáno chivským a bucharským chanátem, rozvoj obchodních styků s Ruskem
- 2. pol. 19. st. – hospodářská a vojenská expanze Ruska
- 1869–1885 připojeno k Rusku (Zakaspická oblast)
- 1906 sovět vojenských zástupců v Ašchabadu
- 1916 středoasijské povstání
- konec roku 1917 ustavena sovětská moc, území Turkmenistánu součástí Turkestánské ASSR v rámci RSFSR
- 1918–1920 okupace britskými intervenčními vojsky
- 1921–1922 zemědělská a vodní reforma
- 27. 10. 1924 vytvoření Turkmenské SSR
- květen 1925 Turkmenská SSR svazovou republikou SSSR
- 22. 8. 1990 vyhlášena státní suverenita
- 27. 10. 1991 vyhlášena nezávislost
- 25. 12. 1991 skutečná nezávislost – rozpad SSSR

## Přehled představitelů
- 1918. – 1. 1. 1919 – Fyodor Andrianovich Funtikov – předseda Prozatímního výkonného výboru Zakaspické oblasti Ruska
- 16. 7. 1918 – 5. 4. 1919 – Wilfred Malleson – velitel britské vojenské mise v Turkestánu (sídlo v Mašhadu)
- 1918–1919 – Reginald Teague-Jones – brítský zástupce v Ašchabadu

### Turkestánská autonomní sovětská republika
- 30. 4. 1918 – 2. 6. 1918 – Pyotr Alekseyevich Kobozev – předseda Ústředního výkonného výboru; RCP
- 2. 6. 1918 – 5. 10. 1918 – Ivan Osipovich Tobolin – předseda Ústředního výkonného; RCP
- 5. 10. 1918 – 19. 1. 1919 – Vsevold Dmitrievich Votintsev – předseda Ústředního výkonného výboru; RCP
- 31. 3. 1919 – červenec 1919 – Aristarkh Andreyvich Kazakov – předseda Ústředního výkonného výboru; RCP
- červenec 1919 – září 1919 – Pyotr Alekseyevich Kobozev – předseda Ústředního výkonného výboru; RCP
- září 1919 – leden 1920 – Ivan Andreyevich Apin – předseda Ústředního výkonného výboru; RCP
- leden 1920 – srpen 1920 – Turar Risqulovich Risqulov – předseda Ústředního výkonného výboru; RCP
- srpen 1920 – 24. 9. 1920 – Abdullo Rahimbayevich Rahimbayev – předseda Ústředního výkonného výboru; RCP

### Turkestánská autonomní sovětská socialistická republika
- 24. 9. 1920 – květen 1921 – Abdullo Rahimbayevich Rahimbayev – předseda Ústředního výkonného výboru; RCP
- květen 1921 – červen 1922 – Nazir Tyuryakulovich Tyuryakulov – předseda Ústředního výkonného výboru; RCP
- červen 1922 – říjen 1922 – Abdullo Rahimbayevich Rahimbayev – předseda Ústředního výkonného výboru; RCP
- říjen 1922 – 1. 1. 1924 – Inagadzhan Khidir-Aliyev – předseda Ústředního výkonného výboru; RCP
- 9. 1. 1924 – 27. 10. 1924 – Nedirbay Aytakov – předseda Ústředního výkonného výboru; Turkestánská ASSR rozpuštěna 27. 10. 1924; RCP

### Turkmenská sovětská socialistická republika
- říjen 1924 – prosinec 1924 – Kaikhaziz Sardarovich Atabayev – předseda Revolučního výboru
- prosinec 1924 – únor 1925 – Nedirbay Aytakov – předseda Revolučního výboru
- 20. 2. 1925 – 21. 7. 1937 – Nedyrbay Aytakov – předseda Ústředního výkonného výboru; TCP
- srpen 1937 – říjen 1937 – Batyr Atayev – úřadující předseda Ústředního výkonného výboru; TCP
- říjen 1937 – 2. 3. 1938 – ?
- 2. 3. 1938 – 24. 7. 1938 – Khivali Babayev – předseda Ústředního výkonného výboru; TCP
- 24. 7. 1938 – 27. 7. 1938 – Alla Berdy Berdiyev – předseda Nejvyššího sovětu; TPC
- 27. 7. 1938 – 30. 8. 1941 – Khivali Babayev – předseda prezídia Nejvyššího sovětu; TCP
- 30. 8. 1941 – říjen 1941 – ?
- říjen 1941 – 6. 3. 1948 – Alla Berdy Berdiyev – předseda prezídia Nejvyššího sovětu; TCP
- 6. 3. 1948 – 30. 3. 1959 – Akmamed Sariyev – předseda prezídia Nejvyššího sovětu; TCP
- 30. 3. 1959 – 26. 3. 1963 – Nurberdy Bairamov – předseda prezídia Nejvyššího sovětu; TCP
- 26. 3. 1963 – 15. 12. 1978 – Annamukhamed Klychev – předseda prezídia Nejvyššího sovětu; TCP
- 15. 12. 1978 – 13. 8. 1988 – Bally Yazkuliyevich Yazkuliyev – předseda prezídia Nejvyššího sovětu; TCP
- 13. 8. 1988 – 19. 1. 1990 – Roza Atamuradovna Bazarovová – předseda prezídia Nejvyššího sovětu; TCP
- 19. 1. 1990 – 2. 11. 1990 – Saparmurad Atayevich Niyazov – předseda Nejvyššího sovětu; TCP
- 2. 11. 1990 – 25. 12. 1991 (– 21. 12. 2006) – Saparmurad Atayevich Niyazov („Turkmenbashi“) – prezident; TCP (od 1992 TDP)